# چرا اصلاً چیزی وجود دارد

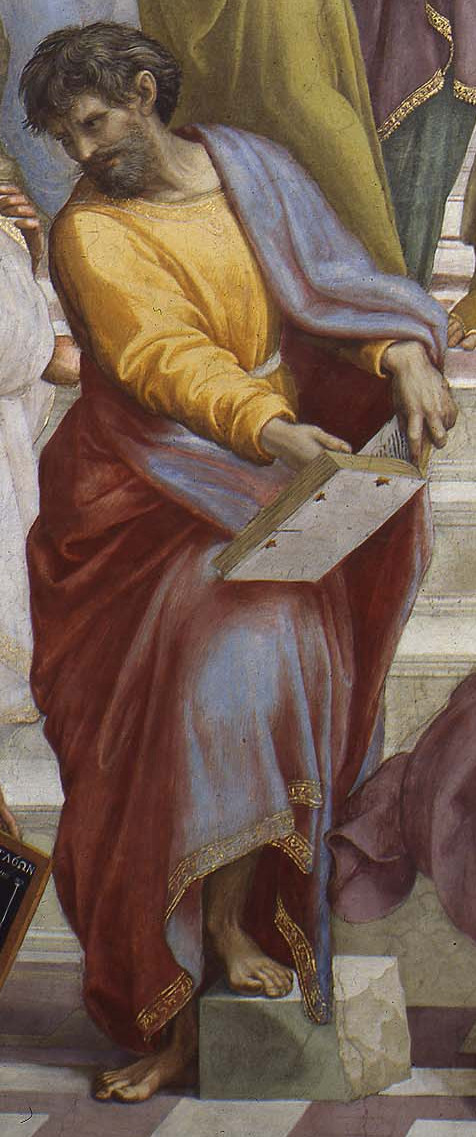
این سؤال در مورد فیلسوفان، حداقل از زمان پارمنیدس باستان (حدود ۵۱۵ قبل از میلاد) نوشته شده‌است.

پرسش‌هایی مانند « چرا چیزی هست ، به جای آنکه نباشد ؟ » یا « چرا در اصل چیزی وجود دارد ؟ »  یا « چرا به‌جای هیچ ، چیزی وجود دارد ؟ » یا « چرا چیزها یا اشیاء هستند به‌جای اینکه نباشند ؟ »توسط فیلسوفانی چون ابن سینا ، گوتفرید لایبنیتس ، لودویگ ویتگنشتاین و مارتین هایدگر در درازنای تاریخ فلسفه مطرح گردیده و به آن پرداخته شده‌است . فیلسوفان و صاحب نظرانی هستند که این پرسش را « مهم‌ترین پرسش اساسی متافیزیک » و فلسفه می‌‌دانند . why there is something rather than nothing : چرا چیزی وجود دارد به جای هیچ چیز ؟

## مرور کلی
این پرسش به‌طور جامع مطرح می‌گردد نه در ارتباط به وجود چیزی مشخص مانند جهان یا فرضیه چندجهانی، بیگ بنگ، خدا، قوانین ریاضیات، قوانین فیزیکی، زمان و خودآگاهی. این پرسش را می‌توان به عنوان یک پرسش باز متافیزیکی دید.

دایره نقطه‌دار توسط فیثاغورثیان و بعدها توسط یونانیان جهت نمایش اولین موجود متافیزیک به کار رفت، یعنی همان موناد یا مطلق

## در رابطه با علیت
فیلسوف یونان باستان، ارسطو، استدلال نمود که هر چیزی باید یک علت داشته باشد تا این‌که در نهایت به علت بی‌علت می‌رسد (علل اربعه).
دیوید هیوم استدلال نمود که، هرچند ما انتظار داریم تا هر چیزی علتی داشته باشد چون نظر به تجربه ما، علت‌های ضروری هستند، اما ممکن است برای ساختن جهان، که از محدوده تجربه مان خارج است، نیازی به علت نبوده باشد.
برتراند راسل در این رابطه موضع «حقیقت غیرقابل تفسیر» را اختیار نموده و گفت که، «من فقط می‌گویم که جهان وجود دارد و بس».
فیلسوف «بریان لفتو» استدلال نموده‌است که این پرسش نمی‌تواند یک توجیه علی (چون هر علتی باید از خود علتی داشته باشد) یا توجیه محتمل الوقوع داشته باشد (چون عواملی که ممکن الوقوع بودن را به وجود می‌آورند باید از قبل وجود داشته باشند) و این‌که اگر پاسخی موجود باشد باید چیزی باشد که وجود قطعی دارد (یعنی چیزی که فقط وجود دارد نه چیزی که معلول باشد).
فیلسوف «ویلیام فری» استدلال می‌نماید که دو گزینه‌ای که می‌تواند وجود را توضیح دهد این است که اشیاء یا برای همیشه موجود بوده‌اند یا به‌طور خلق‌الساعه ظاهر شده‌اند. در هر حالت، وجود حقیقتی است که برای آن علتی وجود ندارد.

## توجیهات
گوتفرید ویلهلم لایبنیتس نوشت:
چرا به‌جای هیچ چیز، چیزی وجود دارد؟ دلیل کافی [...] در ماده‌ای یافت می‌شود که [...] یک موجود ضروری است و علت وجودش در خود آن ماده است.
فیلسوف فیزیک «دین ریکلز» استدلال نموده که ممکن است ارقام و ریاضیات (یا قوانین زیربنایی‌شان) الزاماً وجود داشته باشند.
فیزیک‌دان مکس تگمارک در مورد فرضیه جهان ریاضی نوشت و استدلال می‌نماید که تمامی ساختارهای ریاضی به‌طور فیزیکی وجود دارند و جهان فیزیکی یکی از آن ساختارها است. بر اساس این فرضیه، جهان به‌خاطر اصل انسان‌نگر ظاهراً برای زندگی هوشمندانه به‌خوبی تنظیم شده‌است و بیشتر جهان‌ها خالی از حیات هستند.

## نقدهای پرسش
فیلسوف استیون لاو می‌گوید که ممکن است نیازی به پاسخ به این پرسش نباشد، چون کوشش بر این است تا پرسشی که خارج از محیط پیرامونی-هنگامی است از درون محیط پیرامونی-هنگامی پاسخ داده شود. وی این پرسش را با این سؤال مقایسه می‌کند که «شمال قطب شمال کدام سو است؟» متفکر فلسفی برجسته «سیدنی مورجنبیسیر» این پرسش را با یک گفته کوتاه پاسخ داد: «اگر هیچ چیزی وجود نمی‌داشت شما باز هم شکایت می‌کردید!»، یا «حتی اگر هیچ چیزی نمی‌بود، شما هنوز هم قانع نمی‌شدید!».

### فیزیک کافی نیست
فیزیک‌دانانی چون استیون هاوکینگ و لاورنس کراوس توضیحاتی پیشکش نموده‌اند که متکی بر مکانیک کوانتومی بوده و می‌گویند که حالت خلأ کوانتومی، ذرات مجازی و کف کوانتومی به‌طور خودبه‌خود خلق می‌شوند، که این امر از نظر ریاضی توسط فیزیک‌دانان در ووهان به اثبات رسیده‌است. فرانک ویلچک برنده جایزه نوبل فیزیک با این کلام قصار مورد تحسین قرار گرفته‌است که «هیچ، بی‌ثبات است». با این حال، این پاسخ فیزیک‌دان شان کارول را ارضاء نکرده و او استدلال می‌نماید که کلام قصار ویلچک تنها در رابطه با وجود ماده صدق می‌کند، اما نه در مورد وجود حالت‌های کوانتومی، فضا-زمان یا جهان به‌طور کل.

### خدا کافی نیست
فیلسوف «روی سورنسن» در دانشنامه فلسفه استنفورد می‌نویسد که پاسخ به این پرسش ذاتاً برای بیشتر فیلسوفان ممکن نیست، مانند تربیع دایره و حتی خدا هم‌پاسخ قانع کننده‌ای بخش ارایه نمی‌کند:
«برای تشریح این‌که چیزی وجود دارد، ما به‌طور معیاری به موجودیت چیزی دیگر رجوع می‌کنیم… به‌طور مثال، اگر ما این پاسخ را بدهیم که 'چیزی وجود دارد چون طراح مطلق خواسته تا چیزی وجود داشته باشد'، پس توضیح ما وجود طراح مطلق را مسلم فرض می‌کند. کسی که این پرسش را به روش جامع طرح می‌کند، موجودیت یک طراح مطلق را به عنوان نقطه آغاز مسلم فرض نمی‌کند. اگر توضیح نتواند با یک شی آغاز شود، پس مشکل خواهد بود تا توضیح امکان‌پذیر باشد. برخی فیلسوفان نتیجه‌گیری می‌کنند که پرسش 'چرا به‌جای هیچ چیز، چیزی وجود دارد؟' بی‌جواب است. آن‌ها فکر می‌کنند که این پرسش با تحمیل کردن تقاضا برای توضیح غیرممکن بی‌جواب است، یعنی، 'استنتاج وجود چیزی بدون استفاده از فرضیه‌های که وجود دارند'. منطق‌دان‌ها نباید از ناتوانی خود برای انجام این استنتاج شرمنده باشند، همان‌گونه که هندسه دانان از ناتوانی خود برای تربیع دایره شرمسار نیستند.»

### استدلال این‌که «هیچ چیز» غیرممکن است
فیلسوف پیشاسقراطی پارمنیدس از جمله نخستین متفکران غربی بود که ممکن بودن هیچ را زیر سؤال برد. متفکران زیاد دیگری چون «بیدی راندلی»‏ این پرسش را مطرح نموده‌اند که آیا هیچ یک امکان هستی‌شناختی است؟ استدلال می‌شود که همهٔ آنچه دربرگیرنده هیچ (عدم) است یک امکان‌ناپذیری است چون از قبل یک هستی وجود دارد و توقف هستی نمی‌تواند آن را پاک کند. این استدلال به نحوی با «می‌اندیشم پس هستم» قابل قیاس است.

### عدم وجود
فیلسوف معاصر روی سورنسن این نوع استدلال را رد نموده‌است. وی استدلال می‌نماید که کنجکاوی ممکن است، «حتی اگر مشخص شود که گزاره ضرورتاً صادق است». به‌طور نمونه، یک «تعلیق به محال که ثابت می‌کند {\displaystyle 1-{\tfrac {1}{3}}+{\tfrac {1}{5}}-{\tfrac {1}{7}}\cdots } به {\displaystyle {\tfrac {\pi }{4}}} همگراست» نشان می‌دهد که عدم همگرایی به {\displaystyle {\tfrac {\pi }{4}}} غیرممکن است. هرچند، این تعلیق به محال هیچ بینشی فراهم نمی‌کند که چرا عدم همگرایی به {\displaystyle {\tfrac {\pi }{4}}} غیرممکن است. به همین ترتیب، حتی اگر «هیچ» ناممکن باشد، پرسیدن این سؤال که چرا عدم-وجود یا هیچ غیرممکن است، یک پرسش معتبر می‌باشد.